# سبز مسی
سبز مسی یا زنگار مسی (به انگلیسی: Verdigris) نام رایج رنگدانه سبز رنگی است که از طریق استفاده از استیک اسید روی صفحه‌های مسی  یا پتینه طبیعی که هنگام هوازدگی مس، برنج یا برنز تشکیل می‌شود و در طول زمان در معرض هوا یا آب دریا قرار می‌گیرد، به دست می‌آید. معمولاً یک کربنات مس پایه‌ای ( Cu
2CO
3</br> Cu
2CO
3</br> Cu
2CO
3 ( OH ) 2 ) است، اما در نزدیکی دریا یک کلرید مس پایه‌ای (Cu 2 (OH) 3 Cl) وجود دارد.  اگر استیک اسید در زمان هوازدگی وجود داشته باشد، سبز مسی ممکن است از استات مس (II) تشکیل شده باشد.

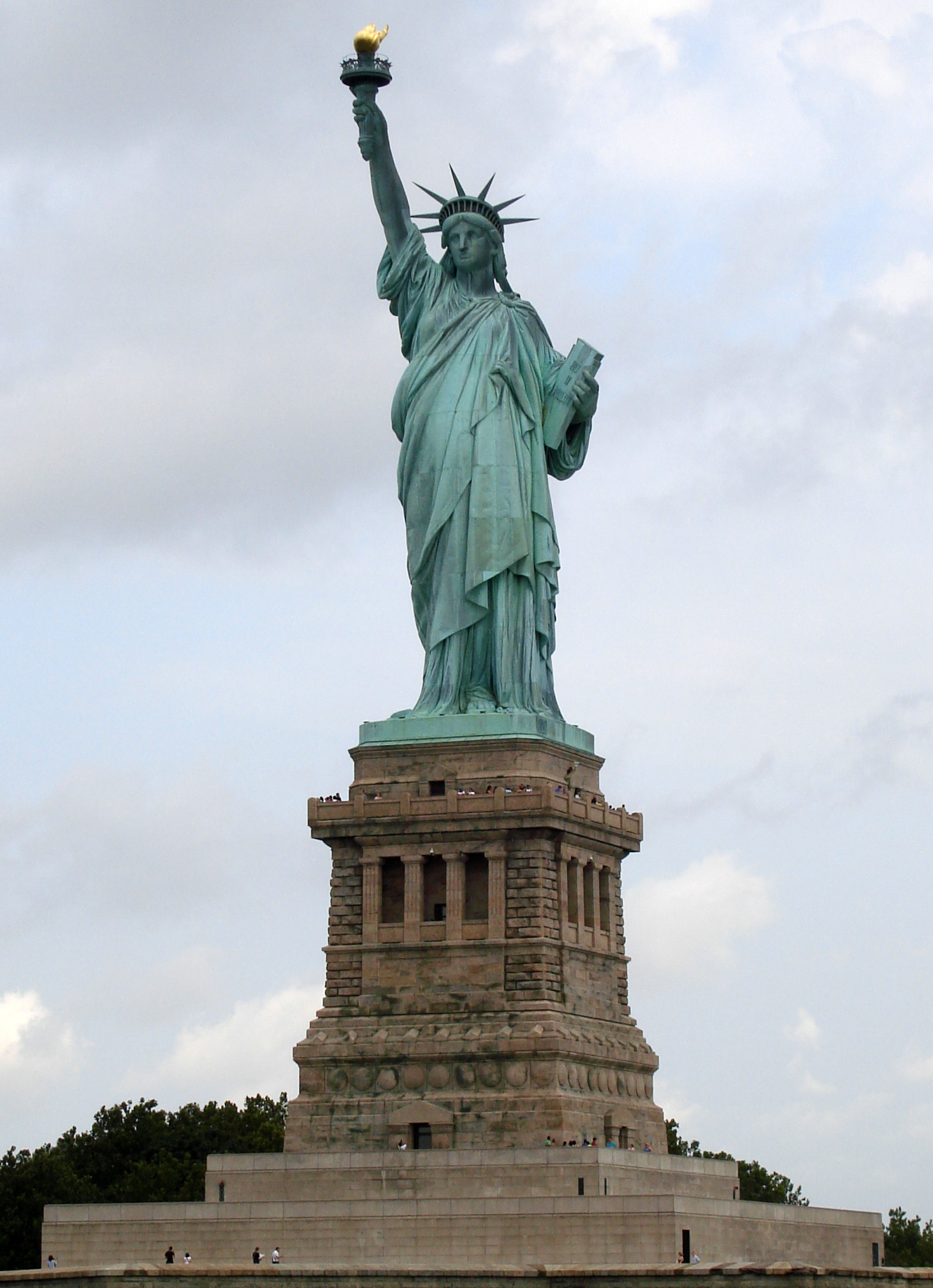
مجسمه آزادی که اکسیداسیون پیشرفته را نشان می‌دهد. verdigris مسئول رنگ سبز نمادین مجسمه است.

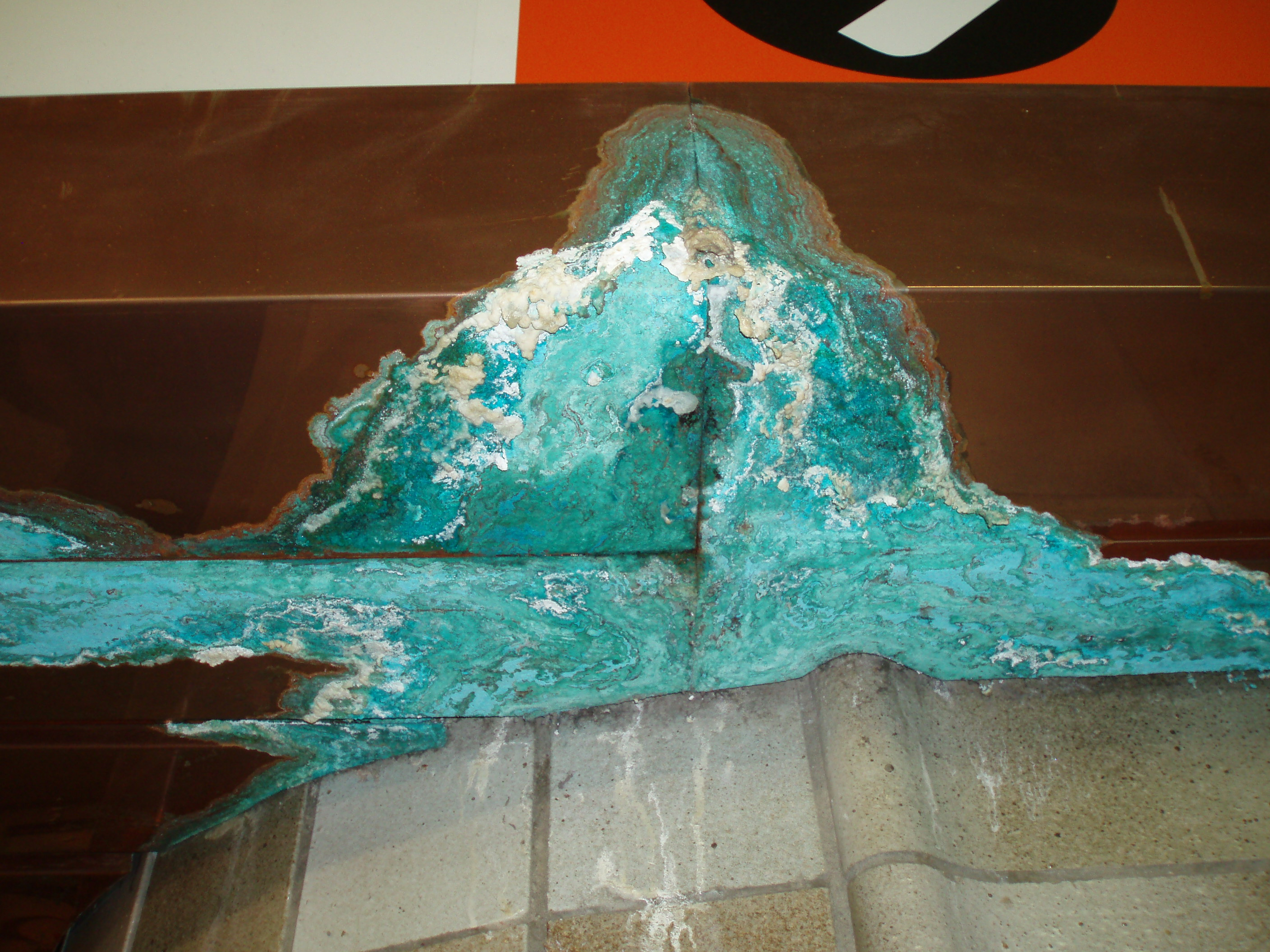
سبز مسی در متروی پراگ

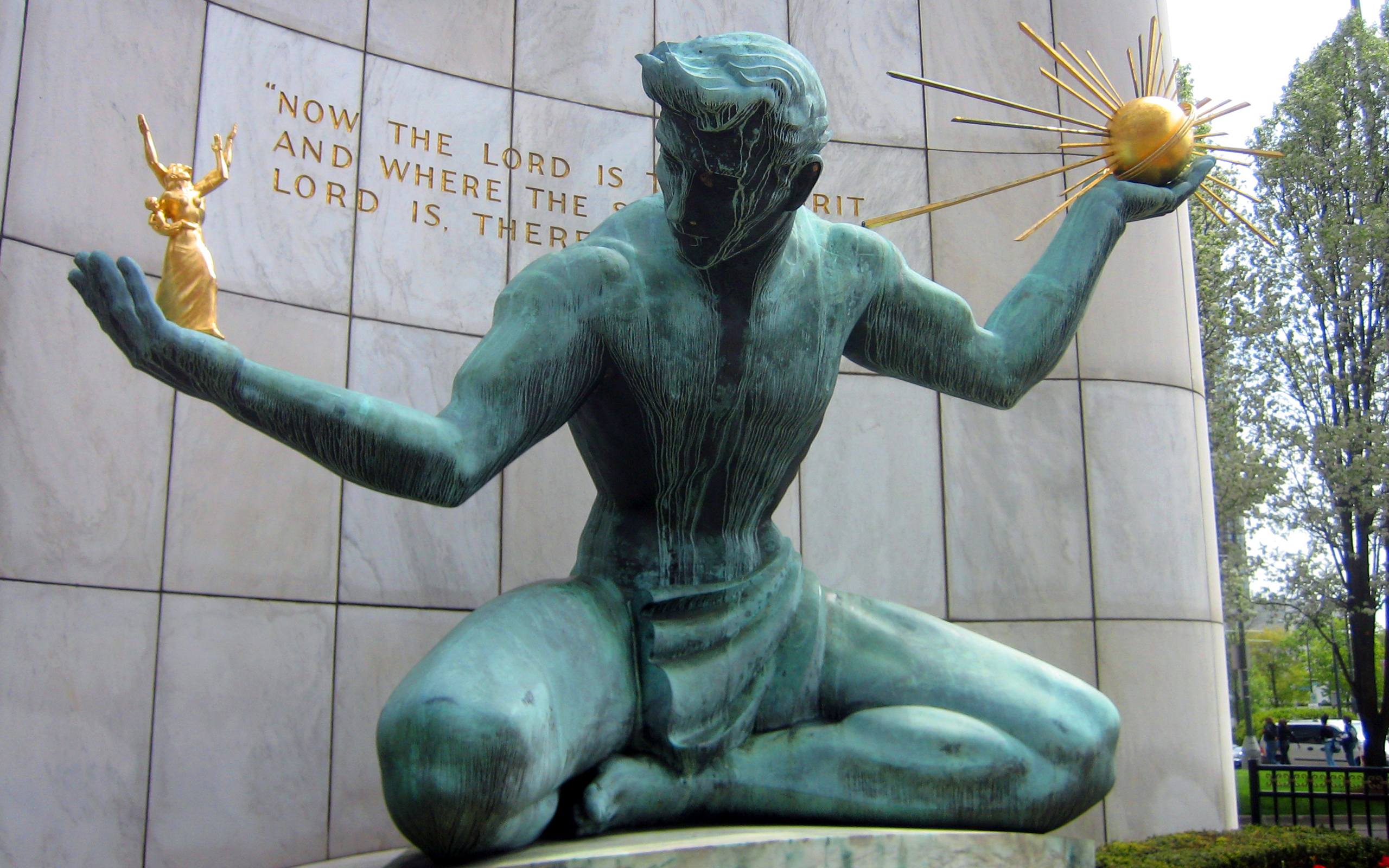
سبز مسی روی تندیس روح دیترویت